# Бальцеровський Федір
Бальцеровський (Бальцеров) Федір — український живописець 2-ї половини XVIII століття, вихованець Лаврської іконописної школи в Києві, учень Алімпія Галика.
Ранні його малюнки, що збереглися в альбомах школи, так званих купштбухах (Національна бібліотека України імені В.І.Вернадського) — «Поклоніння волхвів», «Благовіщення», «Апостол Хома», «Предтеча» (дві останні 1750 року), «Портрет Василя Дворецького» (полковника Стародубського, 1751), «Марія Магдалина» (1752), «Петро І» та інші.
Значною його самостійною працею 1780-х років є іконостас для собору в місті Острі Чернігівської області.